# Cattedrale dell'Assunzione di Maria (Miskolc)
La cattedrale dell'Assunzione di Maria (in ungherese: Nagyboldogasszony-Székesegyház) è la chiesa cattedrale dell'esarcato apostolico di Miskolc, si trova nella città di Miskolc, in Ungheria. I lavori per la costruzione della chiesa hanno avuto inizio nel 1902, per concludersi nel 1912. Nel 1924 la chiesa è stata elevata a cattedrale.